# Puebla del Maestre
Puebla del Maestre és un municipi de la província de Badajoz a la comunitat autònoma d'Extremadura, a la comarca de Campiña Sur.